# 克里奧拉 (伊利諾伊州)
克里奧拉（英語：Cliola）是位於美國伊利諾伊州亞當斯縣的一個非建制地區。該地的面積和人口皆未知。

## 地理
克里奧拉的座標為39°59′42″N 91°17′38″W / 39.99500°N 91.29389°W，而該地的平均海拔高度為219米（即718英尺）。